# 中国华录集团
中国华录集团有限公司是中国大陸一家总部位于辽宁省大连市的新型文化产业公司，隶属中国电子科技集团。 于1992年6月17日由全国九家录像机定点企业联合出资在大连成立，是为建设中国录像机产业而诞生的。中国华录集团有限公司主要从事音频、视频类产品及相关应用技术研发、制造、销售，为蓝光光碟联盟的贡献级成员。其具有自主知识产权的DRA技术被蓝光光盘联盟列为世界第三大音频标准。

## 公司历史
- 1992年6月17日，中国华录集团有限公司前身“中国华录电子有限公司”在北京成立。[4]
- 1994年6月10日，中国华录电子有限公司与日本松下电器产业株式会社合资成立中国华录松下录像机有限公司。[4]
- 1999年4月22日，中国华录集团获国家批准组建。[4]

## 下属单位
截止2013年初，中国华录集团有限公司在大连、北京、上海、广州、深圳、郴州等地拥有控股公司74家（其中上市公司两家），参股公司8家。部分公司是透过中国唱片总公司间接控股，故此部分公司名单详见中国唱片总公司控股公司列表。

### 控股公司
注：粗体公司名表示为上市公司。

#### 大连
| - 中国华录集团有限公司（本部） - 大连汇发物业管理有限公司 - 中国华录信息产业有限公司 - 大连金华录数码科技有限公司 | - 大连华录模塑产业有限公司 - 大连华录欧梅光电科技有限公司 - 华录科技文化（大连）有限公司 | - 大连华录影音实业有限公司 - 华录光存储研究院（大连）有限公司 - 大连智达科技有限公司 |

#### 北京
| - 中国华录集团有限公司（北京） - 北京易华录信息技术股份有限公司（深交所：300212） - 中国唱片总公司 - 中国戏剧出版社 - 华录文化产业有限公司 | - 北方华录文化科技（北京）有限公司 - 北京华录乐动旅游有限公司 - 北京华录百纳影视股份有限公司（深交所：300291） - 华录出版传媒有限公司 | - 北京华录新媒信息技术有限公司 - 北京华录亿动科技发展有限公司 - 北京尚易德科技有限公司 - 航天数字传媒有限公司 |

#### 深圳
- 深圳华录科技有限公司
- 广东蓝色火焰文化传媒有限公司

#### 厦门
- 华录森宝电子科技有限公司

#### 郴州
- 郴州华录数码科技有限公司

### 参股公司
- 中国华录松下电子信息有限公司
- 北京博雅华录视听技术研究院有限公司
- 深圳市中科招商创业投资有限公司

## 公司高管
- 欧黎（董事长、党委书记）
- 张黎明（董事、总经理、党委副书记）
- 尹松鹤（董事、党委副书记）
- 夏存海（董事、总会计师、党委委员）
- 李茂华（董事、副总经理、党委委员）
- 路永利（党委委员、纪委书记）
- 张继军（董事、副总经理、党委委员）
- 陶雄强（董事、副总经理、党委委员）

## 代表产品
- 华录N8高清3D蓝光播放机[6]
- DBSTAR星影院[7]

## 公司荣誉
- 中国中央企业2007－2009年任期业绩考核效益进步特别奖[8]
- 2010年中国电子信息百强企业[9]
- 2011中国制造业企业500强[10]
- 2014年中国电子信息百强企业[11]
- 第九届“文化企业30强”[12]